# جو باتشيلدر
جو باتشيلدر (بالإنجليزية: Joe Batchelder)‏ هو لاعب كرة قاعدة أمريكي، ولد في 11 يوليو 1898 في Wenham, Massachusetts ‏ في الولايات المتحدة، وتوفي في 5 مايو 1989 في بيفرلي في الولايات المتحدة.

## وصلات خارجية
- جو باتشيلدر على موقعبيزبول رفرنس.كوم (الدوري الرئيسي) (الإنجليزية)
- جو باتشيلدر على موقعبيزبول رفرنس.كوم (الدوري الثانوي) (الإنجليزية)
- جو باتشيلدر على موقع مشجعي الرسوم البيانية (الإنجليزية)